# Montegranaro
Montegranaro település Olaszországban, Marche régióban, Fermo megyében. Lakosainak száma 12 523 fő (2023. január 1.). Montegranaro Monte San Pietrangeli, Monte Urano, Montecosaro, Sant’Elpidio a Mare, Torre San Patrizio, Monte San Giusto és Morrovalle községekkel határos.

## Népesség
A település lakossága az elmúlt években az alábbi módon változott:
| Lakosok száma | 12 925 | 12 876 | 12 523 |
|               | 2017   | 2018   | 2023   |